# Problema de Waring
En la teoria dels nombres, el problema de Waring és una famosa conjectura que va ser proposada pel matemàtic anglès Edward Waring (1734-1798) en el seu llibre Meditationes Algebraicae, l'any 1770. En concret, Waring deia, sense demostrar-ho, el següent: 
«Tot enter positiu pot expressar-se com a suma de, com a màxim 4 quadrats, 9 cubs, 19 potències quartes, i, en general, de n potències k-èsimes positives, essent n depenent de k. (∀k∈ℕ)».
El cas general del problema va ser demostrat per primer cop l'any 1909 pel matemàtic alemany David Hilbert, que va concloure que, donat qualsevol nombre natural k, el nombre n de potències k-èsimes que s'han de sumar per obtenir qualsevol nombre natural està acotat, és a dir, té un màxim que depèn de k. És per això que actualment es coneix el problema com Teorema de Hilbert-Waring.

## Relació amb el teorema dels quatre quadrats
El teorema dels quatre quadrats és el cas particular del problema de Waring quan k és igual a 2. Aquest axioma diu que tot nombre natural és, com a màxim, la suma de 4 quadrats enters. Va ser demostrat pel matemàtic italià Joseph Louis Lagrange l'any 1770, el mateix any en què Waring va proposar el seu problema. El teorema dels quatre quadrats també és conegut com la conjectura de Bachet, ja que va ser ell qui el va enunciar en les seves traduccions al llatí del llibre Arithmetica de Diofant, que ja llavors havia considerat el problema.

## El nombre g(k)
Per tot k nombre natural, considerem g(k) el mínim nombre de potències k-èsimes que es necessita sumar per obtenir qualsevol enter positiu. És a dir:
{\displaystyle n=x_{1}^{k}+x_{2}^{k}+\dots +x_{g}^{k}}
on n és un nombre natural; xi són nombres naturals≤n; k és el grau de la potència i g(k) és el nombre màxim de potències necessàries per obtenir el nombre n.
Segons el teorema del quatre quadrats, es té que: 
- g(2)=4. Els altres valors de g(k) s'han anat coneixent al llarg del segle XX:

- g(3)=9 demostrat per Wieferich i Kempner (1909-1912)

- g(4)=19 establert per Balausubramaniam, Dress, Deshouillers (1986)

- g(5)=37 per Jingrun Chen (1964)

- g(6)=73 per S.S. Pillai (1940)

- g(7)=143 per L.E.Dickson (1936)

Euler va proposar que 
{\displaystyle g(k)=2^{k}+\left[{{\left({\frac {3}{2}}\right)}^{k}}\right]-2}
on el claudàtor indica la part entera d'allò que hi ha dins.
Això ha permès, gràcies al treball de Dickson, Niven i Pillai, generalitzar la conjectura d'Euler, que permet conèixer els valors de g(k) per tot k.
Els primers 10 valors de g(k) coneguts són: 1, 4, 9, 19, 37, 73, 143, 279, 548, i 1079.

## El nombre G(k)
El nombre G(k), que cal no confondre amb g(k), és el nombre mínim de potències k-èsimes que necessitem sumar per obtenir un enter positiu prou gran (més gran que una certa constant coneguda), per tot k enter positiu. Si s'agafa com a exemple k=3, es té que g(3)=9; però no tots els nombres naturals necessiten fins a 9 cubs sumands. De fet només els necessiten el 23 i el 239. Això permet reduir G(3) a 8, ja que es pot obtenir qualsevol nombre més gran que 239 amb la suma de, com a molt, 8 cubs, és a dir, a partir de 239, g(3) val 8. Aquest procediment ha permès reduir G(3) a 7.

## La fita de Hilbert
David Hilbert (1862-1943), matemàtic formalista alemany va centrar la seva obra en l'axiomatització de les matemàtiques durant la crisi de fonaments a principis del segle xx. L'any 1909 va demostrar el problema de Waring en una publicació en el Göttinger Nachrichten i en el Math. Annalen 67. Fidel al seu estil formalista, Hilbert no es va dedicar a trobar els valors de g(ki), sinó que va demostrar indirectament que la funció g(k) està ben definida, és a dir, que per a cada k la funció pren un valor finit.
Gràcies a aquesta demostració, David Hilbert va guanyar el premi János Bolyai l'any 1910. També per aquest mèrit va ser lloat pel seu rival Henri Poincaré.